# La regina d'Africa
(tagline)
La regina d'Africa (The African Queen) è un film del 1951 diretto da John Huston in Technicolor. 
È ispirato al romanzo omonimo di Cecil Scott Forester del 1935.
Nel 1953 Peter Viertel, che collaborò alla sceneggiatura, descrisse la sua esperienza nel romanzo Cacciatore bianco, cuore nero in cui si narrano le imprese di un regista dispotico che blocca la produzione del suo film girato in Africa a causa di un'ossessiva caccia all'elefante.
La storia è stata portata sul grande schermo da Clint Eastwood nel 1990 nel film omonimo.

## Trama

Una scena

Africa orientale tedesca, settembre 1914. Samuel Sayer e sua sorella Rose sono due missionari metodisti inglesi in un villaggio nei pressi del fiume Ulanga. L'unico contatto con la "civiltà" è rappresentato dal burbero (e gran bevitore) capitano canadese Charlie Allnut che con il suo battello, l'African Queen, fornisce ai due gli approvvigionamenti e la corrispondenza.
Charlie informa i due missionari che Germania e Inghilterra sono entrate in guerra e che le truppe tedesche sono sicuramente in arrivo anche in quella zona, ma Sam e Rose decidono comunque di rimanere con gli abitanti del villaggio. Le previsioni di Charlie si rivelano purtroppo esatte e l'esercito tedesco mette a ferro e fuoco il piccolo villaggio eccetto la casa di Sam e Rose. Sam, a causa dell'orrore a cui ha assistito, entra in uno stato di confusione e muore poco dopo. Al suo ritorno, Charlie trova Rose da sola con il fratello morto da poche ore. Charlie le offre riparo sulla "Queen" e la donna accetta. Non ha intenzione di aspettare che la guerra sia finita senza far niente. I tedeschi hanno una nave cannoniera, la "Empress Louisa", che perlustra un grande lago a valle bloccando ogni contrattacco britannico. Rose vuole raggiungere il lago con l'intenzione di affondare la cannoniera. Charlie è di tutt'altro parere al riguardo, convinto che il piano sarebbe un suicidio soprattutto a bordo di un battello malconcio come la "Queen". 
Per raggiungere il lago dovrebbero infatti superare una fortezza tedesca e attraversare diverse serie di pericolose rapide. Rose insiste e alla fine riesce a persuadere Charlie. Dopo aver sepolto Sam, i due salgono a bordo del battello.
Charlie spera che i primi ostacoli riescano a scoraggiare Rose ma la donna si mostra più determinata di quanto aveva previsto. Gli ostacoli sono molti lungo il tragitto, inclusa la fortezza sulla sommità di una collina vicina al fiume (con gli indigeni arruolati dai tedeschi che sparano al battello) e tre serie di rapide. Il fuoco nemico provoca inoltre la rottura del motore della "Queen". Fortunatamente Charlie riesce a riparare il guasto giusto in tempo per affrontare un'altra serie di rapide. Queste si rivelano più impegnative delle prime ed il battello ne esce malconcio ma la coppia non si dà per vinta e cerca di riparare ai danni subiti proseguendo il viaggio.
Quando il battello rimane impantanato nel fango tutto sembra perduto. A niente servono i tentativi di Charlie di disincagliare il battello ma una tempesta provvidenziale arriva in loro aiuto alzando il livello del fiume e portandoli verso il lago ormai vicino, a poca distanza dalla "Empress Louisa". Intanto, nonostante i caratteri apparentemente incompatibili, tra i due compagni di sventure si è formato un legame di fiducia e amicizia. Charlie si accorge che Rose è più che una semplice bizzarra donna religiosa e Rose comincia a capire che Charlie non è solo un fannullone ubriaco. Dopo le numerose disavventure condivise in sospeso tra la vita e la morte, il rispetto reciproco tra i due è cresciuto fino a trasformarsi in un amore inevitabile.
Rose intanto ha in mente un piano per trasformare la "Queen" in una torpediniera e affondare la "Louisa". I due cominciano a trafficare con esplosivi e detonatori improvvisati e alla fine riescono a costruire una specie di lanciasiluri. La "Queen" viene lanciata in rotta di collisione verso la nave tedesca ma i fori in cui i lanciasiluri erano stati inseriti non sono chiusi ermeticamente ed il battello comincia ad imbarcare acqua ribaltandosi.
I tedeschi catturano Charlie mentre Rose sparisce sott'acqua. Il capitano tedesco comincia a interrogare Charlie. Credendo Rose ormai morta, il burbero inglese è deciso a non collaborare e a lasciarsi giustiziare. Ma la donna ricompare sana e salva. Inizialmente Charlie finge di non conoscerla per cercare di salvarle la vita. Ma Rose rivela tutto il piano al capitano tedesco e i due vengono condannati a morte per spionaggio. Prima di essere impiccati, Charlie chiede al capitano di sposarli. La richiesta viene esaudita e dopo una breve e inusuale cerimonia i due stanno per essere impiccati quando una violenta e improvvisa esplosione fa saltare in aria la Louisa. La nave tedesca ha infatti colpito lo scafo rovesciato della "Queen" innescando il lanciasiluri. Il piano di Rose ha funzionato, anche se un po' in ritardo, e la coppia di sposi si avvia verso la salvezza.

## Dal romanzo al cinema

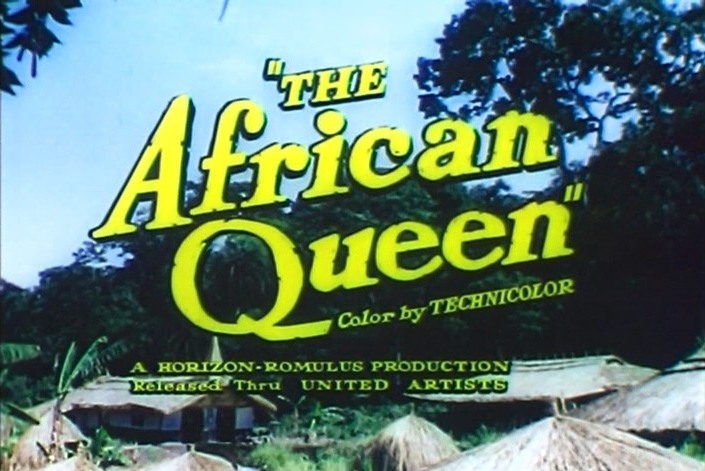
Titoli di testa

Cecil S. Forester, l'autore del romanzo da cui è tratto il film, scrisse due finali diversi, uno presente nell'edizione americana e l'altro in quella inglese. Nella versione americana, Rose e Charlie vengono consegnati agli ufficiali britannici che fanno poi saltare in aria la "Louisa". Nel finale della versione inglese la "Queen" colpisce la "Louisa" distruggendola, dopo di che Rose e Charlie scendono sulla spiaggia e raggiungono gli inglesi. La storia fu inizialmente acquistata dalla Columbia che voleva affidare i ruoli principali a Charles Laughton e a sua moglie Elsa Lanchester (i due attori furono invece interpreti di Il vagabondo dell'isola (1938), una storia simile che si rivelò però un fallimento al botteghino).
Successivamente vennero presi in considerazione, per la parte maschile, David Niven e Paul Henreid mentre il ruolo femminile venne offerto a Bette Davis prima nel 1938 e successivamente nel 1947 con James Mason per il ruolo di Charlie. L'attrice dovette rinunciare a causa di una gravidanza e quando, nel 1949, tentò di nuovo di proporsi per la parte la scelta era già stata rivolta verso Katharine Hepburne e la Davis dovette 'accontentarsi' di Eva contro Eva (1950).

## Produzione
Durante la stesura della sceneggiatura, James Agee, vincitore del Pulitzer nel 1957 per Il mito del padre (A Death in the Family), ebbe un attacco di cuore per cui le scene finali vennero completate da Peter Viertel (non accreditato) e John Huston.
Per la scena in cui Charlie riemerge coperto di sanguisughe (scena girata negli studios di Londra), l'attore insistette per usare delle copie in plastica. John Huston, invece, voleva le sanguisughe vere per rendere i primi piani dell'attore più realistici e fece arrivare un allevatore di sanguisughe sul set. Ciò mise Bogart molto a disagio. Alla fine vennero comunque utilizzate le copie di plastica.
Per mostrare il suo disgusto verso le notevoli quantità di superalcoolici che John Huston e Humphrey Bogart consumarono durante le riprese, Katharine Hepburn bevve solo acqua del posto. Nonostante le scorte giungessero in bottiglie sigillate il risultato fu un forte attacco di dissenteria che colpì la Hepburn e gran parte della troupe. Gli unici a rimanere indenni furono proprio Bogart e Huston.
Nel 1984 Katharine Hepburn scrisse un resoconto della produzione del film intitolato "The Making of The African Queen or How I Went to Africa with Bogie, Bacall and Huston and Almost Lost My Mind". Nel libro la Hepburn descrive tra l'altro l'ossessione di John Huston per la caccia. Un giorno convinse persino lei a seguirlo e, involontariamente, la guidò nel mezzo di un branco di animali selvaggi dai quali si salvarono per miracolo.

### Cast
Uno tra i più popolari classici hollywoodiani, La regina d'Africa è anche il primo e unico film interpretato da due leggende all'apice della loro carriera (Bogart e la Hepburn occupano entrambi il primo posto nella classifica dell'American Film Institute).
John Huston aveva già diretto Bogart in due capolavori come Il mistero del falco (1941) e Il tesoro della Sierra Madre (1948), per i quali aveva ricevuto l'Oscar, mentre era la prima volta che dirigeva la Hepburn.
Tra l'altro, secondo l'autobiografia dell'attrice americana, Huston non fu soddisfatto dell'interpretazione dell'attrice trovandola troppo seria. Un giorno andò a cercarla nel suo alloggio e le suggerì di ispirarsi a Eleanor Roosevelt, così da sfoggiare una sorta di 'sorriso di circostanza' davanti alle avversità.
Il film segna il debutto di Theodore Bikel, musicista e attore che riceverà nel 1958 una nomination agli Oscar per La parete di fango di Stanley Kramer.

### Riprese
Le riprese del film sono state effettuate per la maggior parte nella Repubblica Democratica del Congo (a quei tempi Congo Belga) e in Uganda. Le scene in cui Bogart e la Hepburn sono immersi nell'acqua sono state girate tutte in studio in Inghilterra (negli Shepperton Studios, nel Surrey) soprattutto per motivi di igiene.
Dato che il battello usato nel film era troppo piccolo per accogliere le attrezzature necessarie, parti di esso sono state riprodotte su una specie di zattera, così da consentire i primi piani di Bogart e della Hepburn. Le scene interne sono state filmate a Londra, dato che la maggior parte includeva personaggi secondari. Robert Morley ad esempio girò la maggior parte delle sue scene a Londra, alcune delle quali sono state poi montate con quelle girate in Africa insieme agli indigeni.
Alcune scene sono state girate anche a Dalyan, in Turchia.

## Distribuzione
In Italia il film è uscito il 18 Dicembre 1952.

## Colonna sonora
La musica della colonna sonora venne eseguita dalla Royal Philharmonic Orchestra diretta dal maestro Norman Del Mar.

## Riconoscimenti
- 1952 - Premio Oscar
  - Miglior attore protagonista a Humphrey Bogart
  - Candidatura Migliore regia a John Huston
  - Candidatura Miglior attrice protagonista a Katharine Hepburn
  - Candidatura Migliore sceneggiatura non originale a James Agee e John Huston
- 1953 - Premio BAFTA
  - Candidatura Miglior film
  - Candidatura Miglior attore protagonista a Humphrey Bogart
  - Candidatura Miglior attrice protagonista a Katharine Hepburn

Nel 1994, è stato inserito nel National Film Registry, archivio di pellicole ritenute culturalmente, storicamente o esteticamente rappresentative dal National Film Preservation Board statunitense.
Nel 1998 l'American Film Institute l'ha inserito al 17º posto della classifica dei migliori cento film statunitensi di tutti i tempi, mentre dieci anni dopo, nella lista aggiornata, è sceso al 65º posto.

## Curiosità
Dopo la nomination per  Casablanca, il ruolo di Charlie Allnut ha portato a Humphrey Bogart l'unico Oscar della sua carriera, strappato a Marlon Brando candidato per Un tram che si chiama Desiderio. Queste le parole di Bogart dopo il riconoscimento: «Il modo migliore per sopravvivere ad un Oscar è quello di non provare mai a vincerne un altro. Guardate cosa succede ad alcuni di quelli che l'hanno vinto. Passano le loro vite rifiutando sceneggiature mentre cercano il grande ruolo con cui vincerne un altro. Diavolo, spero di non ricevere più un'altra nomination».
Il film ha ispirato la creazione di un'attrazione presente ancora oggi in varie Disneyland, ovvero il "Jungle Cruise".